# L caron
Cette page contient des caractères spéciaux ou non latins. S’ils s’affichent mal (▯, ?, etc.), consultez la page d’aide Unicode.
Ľ (minuscule : ľ), appelée L hatchek ou L caron, est une lettre additionnelle latine utilisée dans l’écriture du slovaque comme lettre à part entière. Il s’agit de la lettre L diacritée d'un caron. Cependant, en slovaque, pour éviter que le diacritique ne soit au-dessus d’une lettre avec une ascendante, ce caron est habituellement remplacé par un trait oblique ressemblant à une apostrophe. Cette forme ne doit pas être confondue avec le L virgule suscrite ‹ L̓ l̓ ›, le L accent aigu ‹ Ĺ ĺ › ou le L suivi d’une apostrophe.

## Utilisation
En slovaque, ‹ Ľ › représente une consonne spirante latérale palatale voisée /ʎ/.

## Représentations informatiques
Le L caron peut être représenté avec les caractères Unicode suivants :
- précomposé (latin étendu A) :

| formes    | représentations | chaînes de caractères | points de code | descriptions                    |
| --------- | --------------- | --------------------- | -------------- | ------------------------------- |
| capitale  | Ľ               | Ľ                     | U+013D         | lettre majuscule latine l caron |
| minuscule | ľ               | ľ                     | U+013E         | lettre minuscule latine l caron |

- décomposé (latin de base, diacritiques) :

| formes    | représentations | chaînes de caractères | points de code | descriptions                                |
| --------- | --------------- | --------------------- | -------------- | ------------------------------------------- |
| capitale  | Ľ               | L◌̌                    | U+004C U+030C  | lettre majuscule latine l diacritique caron |
| minuscule | ľ               | l◌̌                    | U+006C U+030C  | lettre minuscule latine l diacritique caron |